# Spanskamerikanska självständighetskrigen
Spanskamerikanska självständighetskrigen var en serie krig som utkämpades i Spanska Amerika åren 1808–1833, medan Spanska självständighetskriget utkämpades i Europa där Frankrike angripit Spanien under Napoleonkrigen. Krigen ledde till skapandet av flera självständiga stater i Amerika, från Argentina och Chile i söder till Mexiko i norr. När kung Ferdinand VII av Spanien dött 1833, stod endast Kuba och Puerto Rico under spansk kontroll, vilket kom att gälla fram till Spansk-amerikanska kriget 1898.

## Spanskamerikanska självständighetskrig i urval
- Argentinska självständighetskriget (1810–1818)
- Bolivianska självständighetskriget (1809–1825)
- Chilenska självständighetskriget (1810–1818)
- Ecuadorianska självständighetskriget (1820–1822)
- Mexikanska frihetskriget (1810–1821)
- Peruanska självständighetskriget (1811–1824)